# Правила съёма: Метод Хитча
«Правила съёма: Метод Хитча» (англ. Hitch) — американская романтическая комедия 2005 года режиссера Энди Теннанта с Уиллом Смитом в главной роли, а также Евой Мендес, Кевином Джеймсом и Эмбер Валлеттой. В фильме, автором сценария которого был Кевин Биш, Смит играет Алекса «Хитча» Хитченса, профессионального «доктора свиданий», который зарабатывает на жизнь обучением мужчин, как ухаживать за женщинами. Помогая своему последнему клиенту добиться женщины его мечты, он обнаруживает, что его игра не совсем срабатывает с журналисткой светской хроники, в которую он влюблен. Columbia Pictures выпустила «Правила съёма: Метод Хитча» 11 февраля 2005 года и стала кассовым хитом, собрав 371,6 миллиона долларов по всему миру. Фильм получил смешанные отзывы критиков.

## Сюжет
У Алекса Хитченса по прозвищу «Хитч» необычная профессия. Отличный аналитик и блестящий психолог-практик, за хороший гонорар он поможет любому, даже самому скромному и застенчивому парню найти подход к девушке, в которую тот влюблён.
Хитч специализируется на выстраивании долгосрочных отношений — заключении брака и создании семьи; в слухах, циркулирующих среди заинтересованных жителей Нью-Йорка — а таких, несчастных одиночек, в огромном городе немало, он фигурирует как полулегендарный «Доктор Сват». Один из его клиентов — неловкий и страдающий от лишнего веса бухгалтер Альберт Бреннеман. Он без ума от звезды таблоидов Аллегры Коул, которой фирма, где он работает, даёт финансовые консультации. Казалось бы, у парня нет никаких шансов с этой привлекательной и очень богатой женщиной, но Хитч настолько точно выстраивает тактику ухаживания, что Альберт немало преуспевает. Дело доходит до первого свидания и первого поцелуя.
Некий Вэнс Мэнсон выходит на Хитча и просит свести его со случайно встреченной в магазине девушкой по имени Кейси Седжвик. Хитч немедленно отказывается, как только понимает, что Вэнса интересует лишь безответственная интрижка на одну ночь, что категорически расходится с моральными и профессиональными принципами «Доктора Свата». Позже выясняется, что Мэнсон справился и без Хитча…
С Хитчем случайно знакомится подруга Кейси, журналистка светской прессы Сара Милас — молодая, красивая и умная женщина, весь опыт которой заставляет её исключить для себя возможность доверять представителям противоположного пола («Я же постоянно жду, что парень меня разочарует, жду, что он даст маху…»); с этих же позиций, с азартом и презрением разоблачая чужую неверность, она пишет свои сенсационные статьи (со статьи про новую связь какого-то «шведского аристократа», бывшего бойфренда Аллегры Коул, собственно, и началась её работа над этой темой). Сам Хитч такой же, его жизненный багаж тоже вынуждает его избегать эмоциональной близости с женщинами; как он сам однажды признаётся Саре, он «не заходит в отношениях дальше определённого момента». Очень точно сформулировал Альберт: «любовь это не твоя жизнь, это твоя работа». «Проще вообще не любить» — на этой максиме сходятся они оба. Вот и получается, что эти двое отлично понимают друг друга. Как это часто бывает, особенно в кино, между двумя безнадёжными скептиками быстро вспыхивают романтические отношения, но Алекс не торопится рассказать Саре, чем он занимается, сообщая о своей профессии — просто «консультант».
По роду работы Сара организует целое расследование по выяснению личности неизвестного бухгалтера (то есть Альберта Бреннемана), появившегося на светской вечеринке рядом со звездой (Аллегрой Коул), и с изумлением обнаруживает, что билеты на мероприятие заказал для них некий Алекс Хитченс. Продолжая поиски, она в итоге выясняет его род занятий и приходит в бешенство — стоило только понадеяться, что встретился, наконец, подходящий мужчина, как реализовались наяву все её глубинные страхи: всё это не искренние чувства, а профессионализм и отточенная на десятках несчастных женщин техника соблазнения. Как это получилось (точнее, совсем не получилось) у бедняги Кейси, «олицетворения торжества надежды и веры над жизненным опытом», с Вэнсом Мэнсоном…
Алекс пробует объясниться, но бесполезно. Сара публикует в своём издании результаты расследования, и Хитчу приходится свернуть свой бизнес. Клиенты «консультанта» в панике, так как журналистка назвала некоторые имена. Главным пострадавшим оказывается Альберт. Тем не менее, он вопреки всему не теряет надежды восстановить отношения с Аллегрой, и девушка неожиданно прощает его, вдруг поняв и поверив, что Бреннеман никем не притворялся. Альберт просто был с ней таким, каков он на самом деле, и именно в этом ему помог Хитч, совсем немного. Здесь выясняется главный талант Хитча: человеку, с которым он готов работать, для того, чтобы покорить другого человека, нужно просто быть самим собой — в нашем лживом мире искренность требует мужества, воли и самообладания, не каждый способен справиться с этим сам; в этом-то, в первую очередь, и способен помочь своим клиентам «Доктор Сват».
Алекс просит Сару понять его: каждый раз он лишь пытается помочь парням, которым очень сложно сделать первый шаг, приблизиться к девушке, сократить дистанцию, чтобы она просто смогла заметить и разглядеть его. Хорошим парням это невероятно трудно именно потому, что на свете есть такие как Вэнс Мэнсон. А Мэнсону, которому Сара, получив данные на Хитча, отбила всё его «хозяйство», Хитч отказал сразу же, как только понял его намерения — и едва не сломал тому руку в ходе «приятного диалога».
Теперь уже сам Хитч снимает маску, становится самим собой. Сара, в ответ тоже сумев преодолеть себя и свои страхи, приносит искренние извинения. Хитч признаётся Саре в своих чувствах, и они мирятся.
Фильм заканчивается грандиозным приёмом по случаю бракосочетания Альберта и Аллегры, на котором и на неудачницу Кейси неугомонному Хитчу удаётся снайперски «вывести» достойного её мужчину.

## В ролях
| Актёр           | Роль                                                                                      |
| --------------- | ----------------------------------------------------------------------------------------- |
| Уилл Смит       | Алекс Хитченс по прозвищу Хитч, консультант «по маркетингу и повышению спроса на продукт» |
| Ева Мендес      | Сара Милас, ведущая раздела светской хроники в газете «Нью-Йорк Стандард»                 |
| Эмбер Валлетта  | Аллегра Коул, богатая наследница                                                          |
| Кевин Джеймс    | Альберт Бреннеман, налоговый консультант                                                  |
| Джули Энн Эмери | Кейси Седжвик, лучшая подруга Сары                                                        |
| Майкл Рапапорт  | Бен, зять и лучший друг Хитча                                                             |
| Адам Аркин      | Макс, редактор «Нью-Йорк Стандард», шеф Сары                                              |
| Дженна Стерн    | Луиз, жена Макса, врач-психиатр                                                           |
| Джеффри Донован | Вэнс Мэнсон, биржевой брокер                                                              |
| Мерседес Ренар  | Мария, младшая сестра Сары                                                                |
| Джек Хартнетт   | Том Реда, муж Марии                                                                       |
| Робинн Ли       | Крессида Бэйлор, первая любовь Хитча                                                      |
| Пола Паттон     | Мэнди, девушка в баре                                                                     |
| Фредерик Оуэнс  | Ларри, охранник Музея иммиграции на острове Эллис, приятель Хитча                         |
| Райан Кросс     | Чарльз Веллингтон, новый знакомый Кейси                                                   |
| Мими Уэдделл    | бабушка Чарльза Веллингтона                                                               |

## Прокат
Фильм окупился в прокате — при бюджете в 70 000 000 долларов кассовые сборы только в США превысили 179 000 000 долларов, а в целом по миру — 370 000 000 долларов.

## Награды и номинации
| Год  | Результат | Награда               | Номинация                      | Примечания                                                          |
| ---- | --------- | --------------------- | ------------------------------ | ------------------------------------------------------------------- |
| 2005 | Номинация | BEST Comedy Award     | Лучший актёр в кинофильме      | Уилл Смит                                                           |
| 2005 | Номинация | BEST Comedy Award     | Лучший фильм                   |                                                                     |
| 2005 | Победа    | BMI Film Music Award  | Лучший кинокомпозитор          | Джордж Фентон                                                       |
| 2005 | Номинация | Black Movie Award     | Лучшее исполнение главной роли | Уилл Смит                                                           |
| 2005 | Номинация | MTV Movie Award       | Лучшая комедийная роль         | Уилл Смит                                                           |
| 2005 | Номинация | MTV Movie Award       | Лучшая мужская роль            | Уилл Смит                                                           |
| 2005 | Победа    | Teen Choice Award     | Лучший комедийный актёр        | Уилл Смит                                                           |
| 2005 | Номинация | Teen Choice Award     | Лучшее свидание в фильме       |                                                                     |
| 2005 | Номинация | Teen Choice Award     | Лучшая комедийная актриса      | Ева Мендес                                                          |
| 2005 | Номинация | Teen Choice Award     | Лучшая сцена стыда             | Уилл Смит (аллергия у Хитча)                                        |
| 2005 | Номинация | Teen Choice Award     | Лучшая сцена танцев            | Уилл Смит и Кевин Джеймс (Хитч учит танцевать Альберта)             |
| 2005 | Номинация | Teen Choice Award     | Лучший поцелуй                 | Уилл Смит и Кевин Джеймс («тренировочный» поцелуй Хитча и Альберта) |
| 2005 | Номинация | Teen Choice Award     | Лучшая любовная сцена          | Уилл Смит и Ева Мендес (объяснение Хитча в любви)                   |
| 2005 | Номинация | Teen Choice Award     | Лучшая комедия                 |                                                                     |
| 2006 | Победа    | Kids' Choice Awards   | «Любимый актёр»                | Уилл Смит                                                           |
| 2006 | Победа    | People's Choice Award | «Любимая песня в фильме»       | Amerie, песня One thing                                             |
| 2006 | Номинация | People's Choice Award | «Любимый фильм»                |                                                                     |
| 2006 | Номинация | People's Choice Award | «Любимая кинокомедия»          |                                                                     |
| 2006 | Номинация | ALMA Awards           | Лучшая актриса                 | Ева Мендес                                                          |
| 2006 | Номинация | Golden Trailer        | Лучшая комедия                 |                                                                     |
| 2006 | Номинация | Image Award           | Лучший актёр                   | Уилл Смит                                                           |
| 2006 | Номинация | Image Award           | Лучший фильм                   |                                                                     |